# 小行星6711
小行星6711（英語：6711 Holliman）是一颗围绕太阳公转的小行星。1989年4月30日，埃莉諾·赫琳在帕洛马山发现了此天体。
这颗小行星的绝对星等为347.4675509339531等。